# ريكاردو (لاعب كرة قدم مواليد 1991)
ريكاردو هو لاعب كرة قدم برتغالي، ولد في 28 نوفمبر 1991 في البرتغال. لعب مع Modicus ‏.